# Kostel Panny Marie Bolestné (Dobrá Voda u Českých Budějovic)

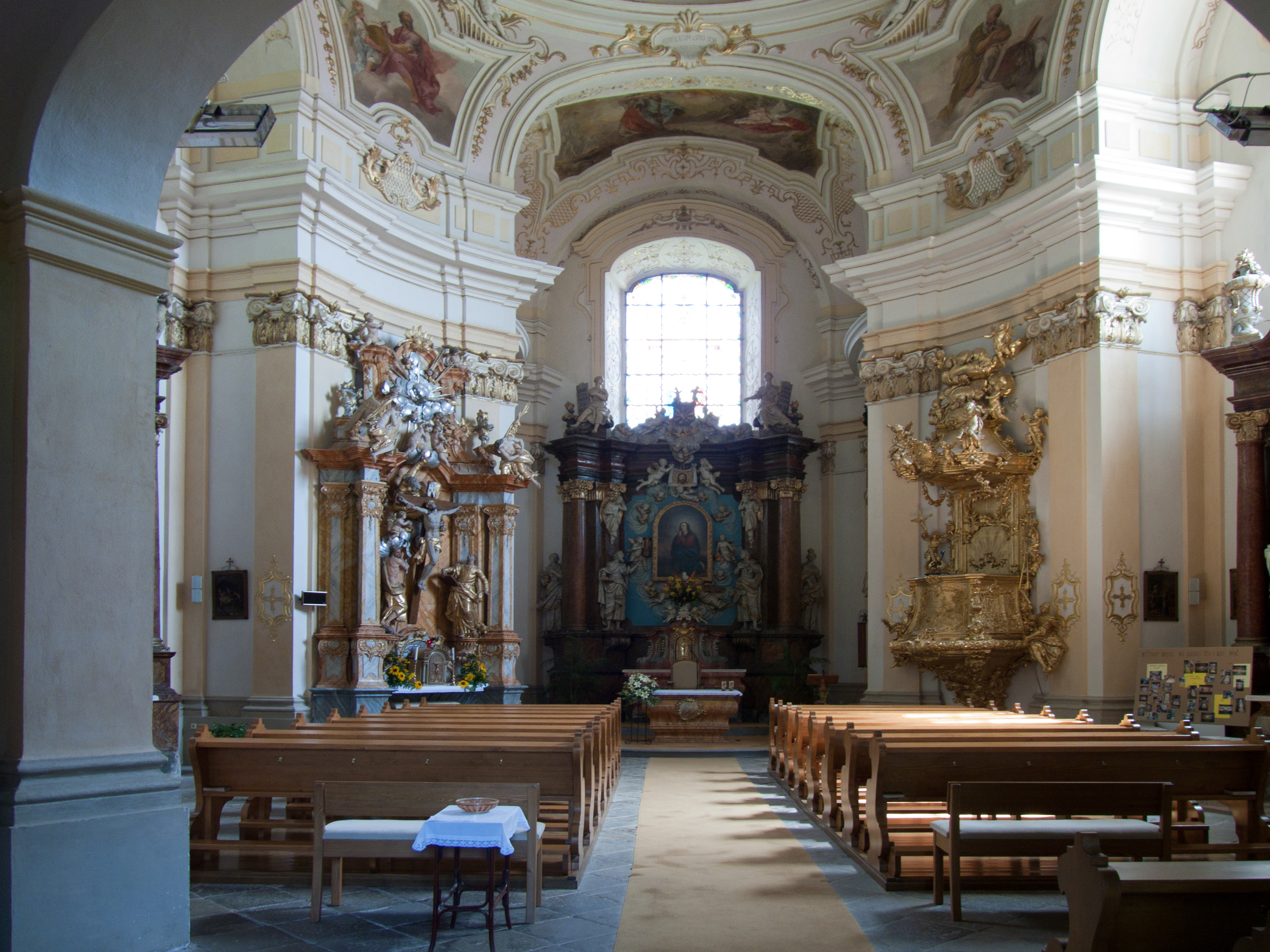
Interiér kostela

Poutní kostel Panny Marie Bolestné v Dobré Vodě u Českých Budějovic je nejvýznačnější barokní památka v Českých Budějovicích a jejich okolí a jedna z vrcholných barokních památek celých jižních Čech. Díky působení Kiliána Ignáce Dientzenhofera a Václava Vavřince Reinera, tedy dvou významných pražských umělců, patří kostel k nejpozoruhodnějším barokním stavbám v širokém okolí.

## Architektura
Kostel má oválnou loď, konkávně prohnuté západní průčelí s hranolovou věží, presbytář obdélníkového půdorysu a dvě mělké boční kaple. Hlavní loď je kryta zajímavou zvonovitou kupolí.
Architektem byl Kilián Ignác Dientzenhofer.

### Interiér
Velmi bohatá vnitřní výzdoba, na níž práce probíhaly ještě mnoho let po dostavění kostela. Hlavním tvůrcem byl Václav Vavřinec Reiner a na jeho freskách převládají biblické motivy. Hlavní oltář od G. B. Allia je pozdně barokní, s malbami od Bartoloměje Čurny z konce 19. století.
Práce na vnitřní výzdobě a příslušenství (varhany a kazatelna) trvaly až do roku 1761.
16. září 1916 zabavila rekviziční komise dva ze tří kostelních zvonů: Největší a nejmenší (umíráček). K náhradě dvojicí nových a jejich vysvěcení došlo 16. března 1924.

## Historie
Stavba byla zahájena v roce 1733, budova byla dokončena v roce 1735. V roce 1763 byl kostel vysvěcen pražský světícím biskupem Janem Ondřejem Kayserem.

### Program záchrany architektonického dědictví
V rámci Programu záchrany architektonického dědictví bylo v roce 1996 na opravu památky čerpáno 1 600 000 Kč.

### Okolí kostela
V okolí kostela se nachází Křížová cesta a Boží hrob. Výklenkové kaple byly zřízeny v letech 1837 až 1839, obnoveny 1880, nejnověji 1996 s moderně pojatými obrazy od Renaty Štolbové.
Do Dobré Vody k poutnímu Mariánskému prameni vedla od roku 1768 z Českých Budějovic Křížová cesta přes Suché Vrbné, kde se dochovala jediná kaplička této cesty.